# Richard H. Truly
Richard Harrison Truly, född 12 november 1937 i Fayette, Mississippi, död 27 februari 2024 i Genesee i Jefferson County, Colorado, var en amerikansk astronaut, tillika stridspilot, uttagen i astronautgrupp 7 den 14 augusti 1969. Han var chef för NASA 1989–1992.

## Rymdfärder
- STS-2
- STS-8